# ET (felgi)
ET, inaczej offset – współczynnik odsadzenia obręczy koła samochodu. Jeden z trzech podstawowych, obok rozstawu śrub i średnicy otworu centralnego, parametrów montażowych obręczy. Oznacza on odległość w poziomie pomiędzy płaszczyzną montażu obręczy (przylegania obręczy do piasty) a płaszczyzną symetrii obręczy.
Parametr ten jest bardzo ważny ze względu na jego wpływ na optymalne rozmieszczenie koła samochodowego w nadkolu. Gdy wartość ET zmniejsza się, obręcze wystają bardziej na zewnątrz (mniejsza odległość powierzchni montażowej obręczy od piasty). Zwiększenie ET powoduje natomiast umiejscowienie koła bardziej wewnątrz nadkola (większa odległość powierzchni montażowej obręczy od piasty). Odpowiedni dobór omawianego parametru gwarantuje, że koło nie będzie obcierało o krawędź błotnika albo elementy zawieszenia/układu kierowniczego nawet przy maksymalnym dopuszczalnym obciążeniu auta.
W przypadku obręczy stalowych parametr ten jest niezmienny dla danego modelu samochodu i zawsze zgodny z fabrycznym. Może się on natomiast zmieniać dla obreęczy aluminiowych. W przypadku tych obręczy wpływ na wielkość ET mają takie czynniki jak kształt ramion, szerokość i średnica obręczy. Dobór tych obręczy do danego modelu samochodu powinien zawsze odbywać się zgodnie katalogiem aplikacyjnym producenta obręczy aluminiowych. ET dla każdej obręczy jest dobierane indywidualnie przez jej producenta na podstawie testów konkretnej obręczy na konkretnym modelu samochodu i gwarantuje bezpieczne użytkowanie pojazdu.